# معركة أرضروم 1823
معركة أرضروم هي جزء من الحرب العثمانية القاجارية، بدأت الحرب عام 1821 وانتهت عام 1823 بمعاهدة أرضروم الأولى، دارت المعركة في مدينة أرضروم.